# ГЕС Параїсо
ГЕС Параїсо — гідроелектростанція у центральній частині Колумбії. Знаходячись перед ГЕС La Guaca, становить верхній ступінь дериваційного каскаду Пагуа на річці Богота, правій притоці Магдалени (впадає до Карибського моря в місті Барранкілья). 
У 1950 році на лівій притоці Боготи звели земляну греблю висотою 20 метрів, яка утримує водосховище Муна з об’ємом 42 млн м3. За півкілометра від нього саму Боготу перекрили водозабірною спорудою Alicachin, при якій облаштували насосну станцію Муна. За наявності надлишкового ресурсу вона здатна  закачувати в резервуар 4 м3/сек. Цей комплекс створили для живлення старого каскаду на Боготі, в якому першим отримувачем води з  резервуару є станції Сальто І-ІІ. А через кілька десятиліть вирішили використати сховище Муна для живлення нового дериваційного каскаду, введеного в експлуатацію у 1986 році. 
Від облаштованого на сховищі водозабору бере свій початок дериваційний тунель Гранада-1 довжиною 1,4 км. Після сифону Ель-Родео (0,4 км) починається тунель Гранада-2 довжиною 11,1 км, який на завершальному етапі сполучений із запобіжним балансувальним резервуаром шахтного типу висотою 235 метрів з діаметром 4,1 метра. Далі Гранада-2 переходить у напірний водовід довжиною 4 км зі спадаючим діаметром від 3,7 до 3,1 метра. 
Машинний зал станції Параїсо обладнали трьома турбінами типу Пелтон потужністю по 92 МВт, які при напорі у 892 метри забезпечують виробництво 1 млрд кВт-год електроенергії на рік.
Відпрацьована вода відводиться у нижній балансувальний резервуар об’ємом 53 тис м3, звідки спрямовується на ГЕС La Guaca.
Видача продукції відбувається по ЛЕП, розрахованій на роботу під напругою 230 кВ.